# 東勢線

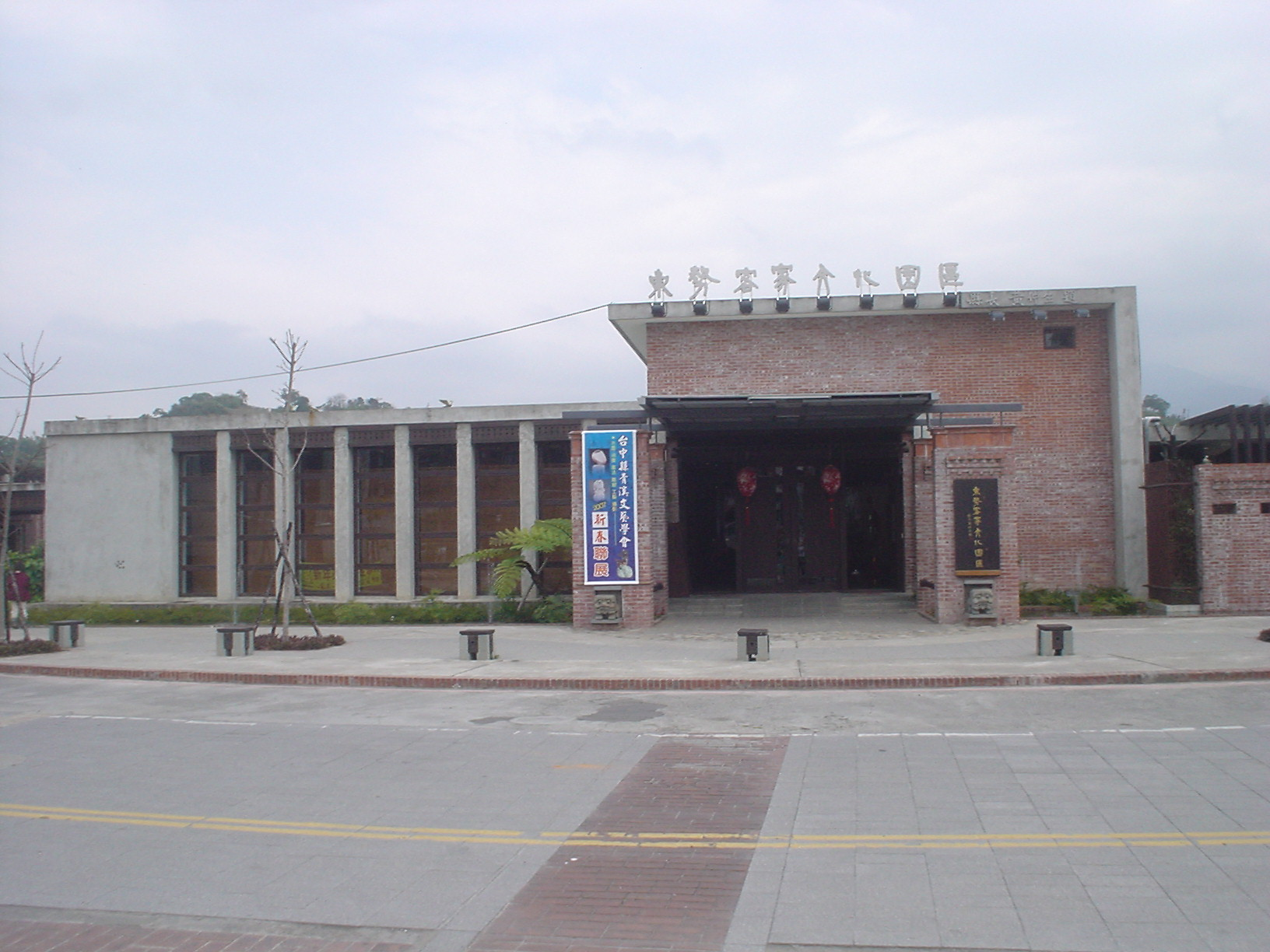
東勢客家文化園區前身為東勢車站

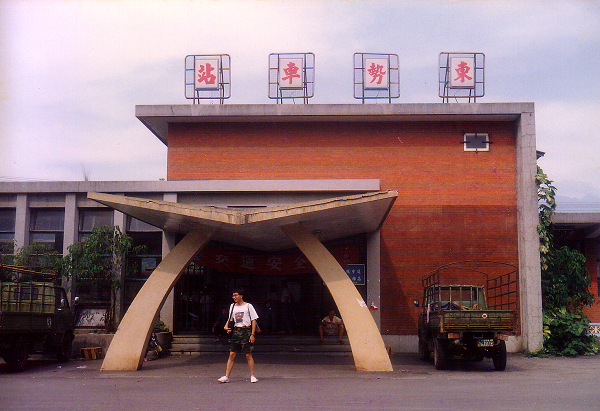
東勢線停駛前的東勢車站，攝於1991年

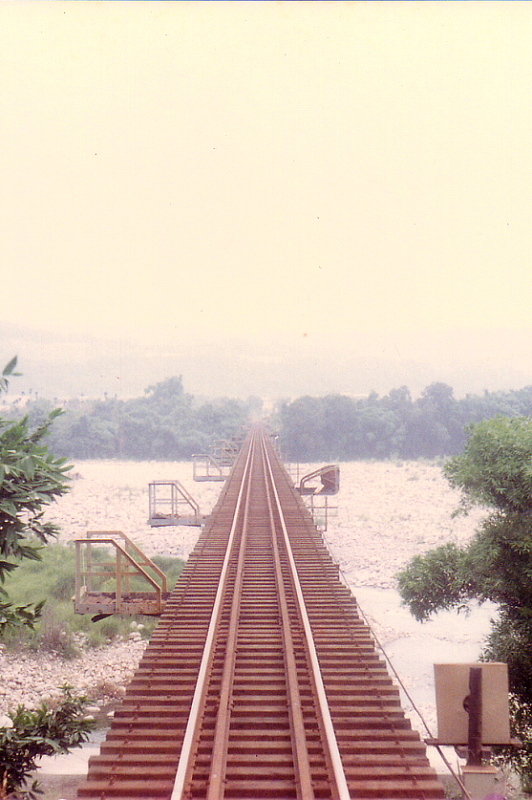
東勢線大甲溪橋（今 梅子鐵橋）

東勢線（又稱東豐鐵路）是一條由臺灣鐵路管理局經營的鐵路支線，為1958年的六大建設之一。路線自豐原站分歧後，向東行進至東勢站終點站。全線於1959年1月12日開始營運，1991年9月1日停止營業。而在車站之中石岡為早年東勢線唯一可以會車，且設有站長與站員的中間站。朴口及梅子為無人招呼站。其中朴口＝石岡間有一名景，即火車行駛在瀑布上方，蔚為奇觀。
東勢線停駛後，舊路基後來變成自行車專用道路「東豐自行車綠廊」。

## 沿革

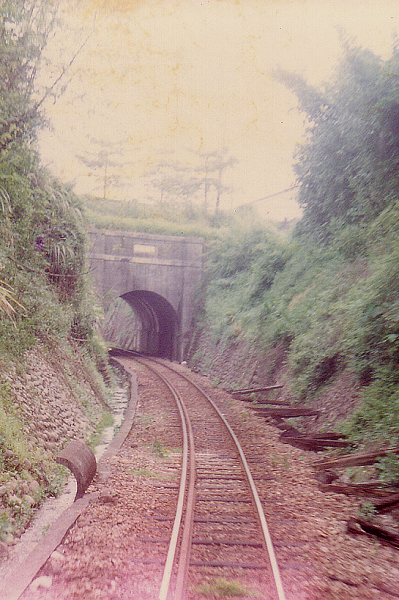
東勢線唯一的隧道（東勢隧道）

東勢線興築目的有二：一是運送大雪山林場的林木資源，二是運送大甲溪發電計畫（如達見水壩）的材料。東勢線於1958年3月14日開工，歷時9個月，於當年12月26日行駛首班試運轉列車，次年1月12日正式營運。舉行通車典禮時為慶祝東勢線通車，東勢鎮公所曾聘請三個劇團，各里並提供化裝遊行。通車時每日共計客運列車8往返，客貨混合列車2往返；停駛前夕每日共計有5往返，逢週六再加開二往返搭載通勤學生。
由於大雪山林場由原本的人工砍伐方式改為使用電鋸，使得林木資源迅速枯竭，大雪山林業公司在1973年宣告解散，導致東勢線開始沒落。此外由於公路運輸日漸發達，也對東勢線的營運產生衝擊，後由石岡地方表達廢線的立場，停駛之前客運客源主要來自通勤的學生。
1991年8月31日是東勢線營運的最後一天，當天東勢車站擠滿人潮，而東勢線全線在該日也賣出1萬4419張車票，光是東勢車站便有7萬5千多元的進帳。青商會並在下午三點舉辦紀念活動，加開回顧列車供地方人士搭乘，當時的臺中縣長廖了以等官員、民意代表亦到場參加。而在末班車於18:02自東勢開出前往豐原後，東勢線正式宣告停駛。
而在停駛之後，相關設備並未立即拆除，後來並在2000年改為「東豐自行車綠廊」，此外東勢車站也在後來改建為客家文物館。

## 使用車輛
1. 於民國48年（1959年）通車典禮上使用DT607蒸汽火車
2. R20型柴電機車加掛四節普通車
3. R20、S200、S300、S400加掛各型貨車
4. 最後一班車是R20型的R50號加掛八節普通客車

## 車站一覽
（包括1991年停駛前已廢站者）
| 車站名稱 （國音電碼） | 停駛時英譯站名 （現行漢語拼音） | 營業里程 豐原起 | 備註                                                                        | 所在地       |
| --------------------- | ------------------------------- | --------------- | --------------------------------------------------------------------------- | ------------ |
| 豐原 （ㄈㄥ）         | Fengyuan                        | 0.0             | 東勢線的起點；可轉乘臺中線。                                                | 臺中市豐原區 |
| 豐原北號誌            | Fengyuan North Signal           | 2.7             | 號誌站                                                                      | 臺中市豐原區 |
| 朴口 （ㄆㄎ）         | Pukou                           | 3.4             | 1961年1月4日設置，為一招呼站                                                | 臺中市豐原區 |
| 石岡 （ㄕㄍㄤ）       | Shihkang (Shigang)              | 6.6             | 原為三等站，1971年5月1日改為簡易站，1983年3月1日再改為招呼站。              | 臺中市石岡區 |
| 梅子 （ㄇㄗ）         | Meitzu (Meizi)                  | 9.3             | 1959年7月16日設置，為一招呼站                                               | 臺中市石岡區 |
| 東勢 （ㄥㄕ）         | Tungshih (Dongshi)              | 14.1公里            | 東勢線的終點，原為二等站，1981年5月1日改為三等站，1989年10月1日再改成簡易站 | 臺中市東勢區 |